# Lúcio Costa
Lúcio Marçal Ferreira Ribeiro Lima Costa /ˈkɒstə/[1] (27. februar 1902 – 13. junij 1998) je bil brazilski arhitekt in urbanist, najbolj znan po svojem načrtu za Brasílio.

## Zgodnje življenje
Costa se je rodil v Toulonu v Franciji kot sin brazilskih staršev. Njegov oče Joaquim Ribeiro da Costa iz Salvadorja je bil pomorski inženir, njegova mati Alina Ferreira da Costa pa iz Manausa. Šolal se je na Royal Grammar School v Newcastlu upon Tyne v Angliji in na Collège National v Montreuxu v Švici do leta 1916, leta 1924 je diplomiral kot arhitekt na Nacionalni šoli za likovno umetnost v Riu de Janeiru. Po nekaj zgodnjih delih v eklektični maniri je leta 1929 prevzel modernizem.

## Kariera
Leta 1930 je Costa vzpostavil partnerstvo z v Rusiji rojenim brazilskim arhitektom Gregorijem Warchavchikom in postal tudi direktor Državne šole za likovno umetnost, kjer je študiral. Čeprav je ugotovil, da so študenti željni poučevanja v 'novem slogu', mu je njegova neusmiljena administracija prinesla nasprotovanje fakultete in študentov, tako da je moral Costa po letu dni na položaju odstopiti. Leta 1937 se je pridružil novoustanovljenemu SPHAN (Servico do Patrimônio Histórico e Artístico Nacional – Nacionalna služba za zgodovinsko in umetniško dediščino) pod vodstvom Rodriga Mela Franca de Andradeja. V Službi za nacionalno dediščino je ostal do upokojitve in prevzel najvišje mesto direktorja, kjer mu je sledila njegova vnukinja Maria Elisa Costa. Med službovanjem regionalnega in nato nacionalnega direktorja je bil vpleten v številne sporne odločitve (glej Polemike).
Costa je postal osebnost, povezana z usklajevanjem tradicionalnih brazilskih oblik in gradbenih tehnik z mednarodnim modernizmom, zlasti delom Le Corbusierja. Njegova dela vključujejo brazilski paviljon na svetovni razstavi v New Yorku leta 1939 (zasnovan z Oscarjem Niemeyerjem), stanovanjski kompleks Parque Guinle v Riu de Janeiru leta 1948 in Hotel do Park São Clemente v Novi Friburgo leta 1948. v 1950-ih je bil Costa povabljen, da svetuje o stavbi Unesca v Parizu in da predava na Beneški konferenci.
Med njegovimi glavnimi deli so tudi Ministrstvo za šolstvo in zdravje v Riu (1936–43), ki so ga med drugim zasnovali z Niemeyerjem, Robertom Burle Marxom in se je posvetoval z Le Corbusierjem, ter Pilotni načrt Brasílie, zmagovalec natečaja, zasnovan leta 1957 in zgrajena večinoma v letih 1958–1960.
Costa je med letoma 1938 in 1954 poučeval geometrijo in risanje na Liceu de Artes e Ofícios v Riu de Janeiru. Liceu je bil povezan z Associação Académica de Coimbra, kjer je Costa tudi poučeval do leta 1966, in je od portugalske vlade prejel medaljo za zasluge.

## Polemike
V svojem dolgem mandatu kot regionalni, pozneje nacionalni vodja Nacionalnega inštituta za zgodovinsko in umetniško dediščino (Instituto do Patrimônio Histórico e Artístico Nacional – IPHAN) si je Costa prizadeval za sistematično dokumentacijo obstoječe arhitekturne in urbanistične dediščine, vendar njegovi kritiki trdijo, da je dopustil da so njegove osebne preference in politična mnenja posegala v temelje njegovih odločitev.
Leta 1975 je povzročil javno polemiko, ko ni hotel podpisati akta o mejnikih palače Monroe, nekdanjega sedeža brazilskega kongresa in kasneje brazilskega senata, zgrajene leta 1906. Stavba je bila predvidena za rušenje zaradi gradnje Rio de Janeiro Metro, vendar je gradbeno podjetje zaradi javnega in medijskega negodovanja preusmerilo progo podzemne železnice, da bi ohranilo stavbo. Vendar je bilo to prizadevanje zaman, saj je 11. oktobra 1975 brazilski predsednik Ernesto Geisel dovolil rušenje stavbe in gradbenik je stavbo marca 1976 porušil. Odločitev je bila v nasprotju z odločitvijo države Rio de Janeiro, ki je stavbo razglasila za Uradni spomenik leta 1974. Leta 1979 so na mestu porušene palače odprli postajo Cinelândia kot eno od prvih petih postaj takrat novega omrežja metroja.
Costa je dal prednost portugalski kolonialni arhitekturi kolonialne Brazilije pred arhitekturo katerega koli drugega časa ali etnične skupine (razen brazilskega modernizma). Zaradi tega odnosa, ki je bil zaradi Costinega vpliva v arhitekturnih šolah vcepljen tudi mlajšim naravovarstvenikom, je bil velik del arhitekture 19. in zgodnjega 20. stoletja, vključno z arhitekturo nemških, japonskih in italijanskih priseljencev, izgubljen zaradi urbane prenove v 1960-ih in 1970-ih.
Leta 1936, ko je potekal natečaj za načrtovanje novega ministrstva za izobraževanje in zdravje, je zmagal eklektičen dizajn arhitekta Arquimedesa Memória. Costa je uporabil svoje politične povezave v vladi, da je razveljavil rezultat natečaja in namesto tega ustanovil novo oblikovalsko ekipo, ki so jo vodili on, brata Roberto in mladi arhitekt Niemeyer, ki je bil Costi pripravnik.

## Oblikovanje Brasílie

### Povzetek
Costa je najbolj znan po svojem urbanističnem načrtu za mesto Brasília, ki stoji v zaledju Brazilije. Costa je dobil posel na javnem natečaju leta 1957, da bi nadomestili Rio de Janeiro kot glavno mesto Brazilije. Njegov Plano Piloto (Pilotski načrt) za Brasílio je v obliki nepravilnega križa, ki namiguje na obliko letala ali kačjega pastirja. Medtem ko je večino projektov arhitektur zasnoval Oscar Niemeyer, je bil Costin lastni projekt Parque Guinle model za številne stanovanjske stolpnice v parku v Brasílii. Novo mesto je bilo slovesno odprto 21. aprila 1960 in predstavlja eno največjih prevzemov modernizma v enem samem projektu do danes.
Čeprav je bilo mesto leta 1987 uvrščeno na Unescov seznam svetovne dediščine, je mesto razvpito po svoji vetrovni praznini in neprijazno pešcem. Nekatere ulice so slabo osvetljene, ker višina in razmik svetlobnih standardov nista bila spremenjena s pojavom živosrebrnih žarnic, razglasitev svetovne dediščine pa je preprečila sanacijo. Na splošno sta koncept in izvedba kljub pozitivnim lastnostim mesta sprožila polemiko, ki je raziskana v knjigi Modernistično mesto: antropološka kritika Brasilie. Brasilia je bila izražena kot poskus utopičnega mesta ali v vzdevku ilha da fantasia (domišljijski otok), ki kaže na oster kontrast med mestom in okoliškimi regijami, zaznamovanimi z revščino in neorganiziranostjo.

### Ozadje in koncept
Sredi 20. stoletja so se bili urbani boji za Brazilijo. V brazilskih mestih, zlasti v Riu de Janeiru in São Paulu, so se povečale težave glede prevoza, zadostne količine stanovanj, javnih služb in distribucije osnovnih dobrin, kot je hrana. Do 1950-ih je razočaranje prebivalcev višjega razreda teh lokacij prepričalo politično elito, da je potrebna dolgoročna rešitev, zaradi česar je zamisel o izgradnji novega glavnega mesta postala prepričljiva ideja.
Brazilci niso dosegli soglasja o projektu. Mnogi so mislili, da bo nova prestolnica »monumentalna urbanistična in socialna katastrofa«, saj so verjeli, da bi projekt takšnega obsega in stroškov povzročil ogromno inflacijo v brazilskem gospodarstvu. Kritiki so verjeli, da stanje v Braziliji, ki ga opredeljujejo revščina, korupcija in bolezen, ne bo rešeno z izgradnjo novega glavnega mesta; to bi le odvrnilo pozornost od resničnih vprašanj naroda, medtem ko bi populističnim politikom, kot je Juscelino Kubitschek, omogočilo, da obogatijo svojo osebno zapuščino.
Kljub kritikam je ideja o novi prestolnici dobila široko podporo. Za navijače bi Brasília simbolizirala polnoletnost Brazilije. Brazilska obalna mesta so bila ostanki kolonialne dobe in središče kmetijske trgovine. Kljub mogočni geografski prisotnosti Brazilije v Južni Ameriki je bila država večinoma obmorska država. Bilo je več publicistov, ki so pozivali k marcha para oeste ali pohodu proti zahodu, da bi izkoristili obilen presežek zemlje na zahodu. Prav tako se je zdelo, da so bili pogledi vlade na narod zaradi trenutne lokacije prestolnice v Riu izkrivljeni. Če bi bila iz teh razlogov umeščena na osrednjo lokacijo, bi lahko Brasília postala nov vir nove rasti za državo, odskočna deska za posodobitev in industrijsko proizvodnjo.
Nova prestolnica bi bila točka razhajanja za niz novih infrastrukturnih razvojev, kot so daljinske ceste. To bi bil optimističen korak k enotni, moderni in uspešni Braziliji; k izpolnitvi »celinske usode« Brazilije, hkrati pa tudi razbremenitvi obstoječih urbanih središč. Kot je dejal brazilski pisatelj in diplomat José Osvaldo de Meira Penna leta 1958: »Brazilija bi se zaradi centralne prestolnice lahko bolj zavedala svoje vloge v Ameriki, svojih kopenskih meja s Paragvajem, Bolivijo, Perujem, Kolumbijo in Venezuelo. Ko se pozornost elit odvrne od njihovega skoraj izključnega zanimanja za Evropo, bo prekinjena 'čudovita izolacija', ki je do sedaj ločevala Brazilijo v duhu in dejansko od celinskih sosed.« 
Zamisel o ustanovitvi nove brazilske prestolnice je bila sprejeta, lokacija za Brasílio pa bi bila znotraj brazilske zvezne države Goiás. Iskanje mesta je bilo izračunano na podlagi dejavnikov, kot so naklonjenost podnebju, oskrba z vodo, kakovost zemlje za kmetijstvo, primeren vir energije v krogu 100 kilometrov ter dostop do zemeljskega in zračnega prometa.

### Costovo oblikovanje
Ko je bilo ugotovljeno, da bo nova prestolnica in je bila določena lokacija, je projekt stopil v fazo načrtovanja. Mednarodna žirija je načrt izbrala med konkurenčnimi predlogi različnih brazilskih arhitektov in mestnih načrtovalcev. Sodelujoči projektanti so dobili potrebne informacije za izdelavo ustreznih načrtov za prostor. Vsak udeleženec je moral predložiti dva dela v svojem predlogu, osnovno postavitev mesta in spremljajoče poročilo, ki prikazuje logistične podrobnosti.
Izbran je bil načrt Lucia Coste. Čeprav načrt ni bil tako podroben kot nekateri drugi predloženi načrti, se je žirantom zdel ugoden zaradi njegovih značilnosti, ki bi dopolnile prihodnjo rast prebivalstva. Načrt, imenovan Costa's Plano Piloto, je konceptualno zahteval štiri komponente: (1) vladne stavbe, (2) stanovanjske cone ali super bloke, (3) prometno infrastrukturo, (4) in mestno središče. Ta izvirna zasnova naj bi vsega skupaj zadržala 500.000 ljudi. Da bi to izpolnili, je Costin dizajn zahteval urbanistični načrt v obliki križa, ki ga pogosto opisujejo kot letalo, ptico ali kačjega pastirja. Nekateri učenjaki so v tej obliki načrta našli simboliko, sklicevanje na križ zgodnjih portugalskih osvajalcev, lok in puščico domorodnih prebivalcev Brazilije ali obliko curka kot simbol za prihodnje inovacije.
Načrt je novo prestolnico v bistvu razdelil na dva dela, monumentalno os in stanovanjsko os. Monumentalna os, ki kaže od vzhoda proti zahodu, bi služila kot dom za nove meščanske stavbe. To široko nakupovalno središče je bilo namenjeno ustvarjanju občutka veličastnosti in pomembnosti ter lokacijo ministrstev, nacionalnega kongresa, vrhovnega sodišča in drugih upravnih stavdb. Dve 'krili' stanovanjske osi, ki poteka od severa proti jugu, bi vsebovali stanovanjske in komercialne objekte. Costa si jih je zamislil kot najpomembnejši vidik zasnove, saj bi bili dom večine dnevnih dejavnosti v mestu, kot so lokalna trgovina, šole, rekreacija in cerkve. Stanovanjska os je bila sestavljena iz 96 superblokov, ki so bili omejeni na šestnadstropne stavbe, in 12 dodatnih superblokov, omejenih na trinadstropne stavbe.
Vsak od posameznih superblokov naj bi imel poseben slog za vsak superblok in enotno barvno shemo, ki ga je ločevala od okoliških superblokov. Costin cilj za super bloke je bil ustvariti soseske in skupnosti, ki so majhne, samostojne in samozadostne. Predvideval je, da bi imeli stanovanjske stavbe doslednega modernega sloga, v katerih bi živeli tako višji kot srednji razred, zaradi česar bi integracija postala ključna tema oblikovanja mesta. Dve krili stanovanjske osi naj bi imeli intimen in miren značaj, namesto monumentalne osi, ki je bila zasnovana kot impozantna.
Eden od edinstvenih vidikov načrta je bil, kako je bil zasnovan za obvladovanje širitve in rasti. Za razliko od večine mest, ki dodajajo v mrežo ali širijo urbanistični načrt z rastjo, je Costin dizajn zagotovil popoln in obsežen načrt. Prvotni načrt je vključeval tlakovanje ulic na območjih mesta, ki ne bi bila dana v takojšnjo uporabo, zaradi česar je krajina mesta definirana in jo je med prihodnjo gradnjo težko spremeniti. Bilo je že »rojeno z odraslim okostjem«. Vendar pa je to pomenilo, da veliki deli mesta v prvih letih ne bodo videli visoke ravni dejavnosti. Drug dejavnik, ki je prispeval k temeljitemu načrtu, je bil poudarek na vzpostavitvi organiziranega cestnega sistema, ki bi najbolje služil vse večji uporabi avtomobilov. Costina zasnova poti je bila namenjena ustvarjanju sistema, kjer bi promet prosto tekel. Upal je, da bi se z vzpostavitvijo te mreže ob ustanovitvi mesta lahko izognili prihodnjim gradbenim projektom v zvezi z izboljšavami prometa.

### Gradnja in ustanovitev
Brazilski predsednik Juscelino Kubitschek (1956-1961) je odobril Costin načrt in gradnjo Brasílie, s čimer je izpolnil obljube brazilske ustave in nekatere svoje osebne politične obljube pred kampanjo. Gradnja se je začela leta 1956 z uporabo Costinega urbanističnega načrta in s storitvami glavnega arhitekta Oscarja Niemeyerja. Gradbeni materiali za velik projekt so bili predvsem iz lokalnih virov. Vse stanovanjske stavbe v superblokih so bile zgrajene z lokalnim betonom. Začetna faza Brasílie je bila dokončana 21. aprila 1960, v samo štirih letih. Do inavguracije na ta datum, medtem ko mesto še ni bilo popolnoma dokončano, je Costina vizija dobila fizično obliko; glavne stavbe na Monumentalni osi, kot so kongres in ministrstva, so bile zgrajene skupaj z glavnim tranzitnim središčem, večino cestnega sistema in več superblokov. Za dokončanje velikega projekta v kratkem času je bilo treba hitro organizirati financiranje, pridobiti dovolj delovne sile ter kupiti opremo in material ter jih prepeljati na lokacijo.
Delovna sila za projekt je zahtevala migracijo delavcev na območje in z dovoljenjem oblasti so zgradili gradbena taborišča za namestitev delavcev. Ta začasna naselja, imenovana tudi Cidade Livre, so bila sčasoma predvidena za odstranitev. Vendar so bila ta prizadevanja neučinkovita in naselja so prerasla v samozadostne skupnosti in so bila sčasoma sprejeta kot satelitska mesta (predmestja). V naslednjih desetletjih so se satelitske skupnosti postopoma še naprej oblikovale na obrobju Brasilie in služile dragoceni funkciji pri boju proti poceni stanovanjskim vprašanjem, ki so se pojavila v mestu. Medtem ko so bile od gradnje mesta v zasnovi narejene spremembe, je prvotni Costin načrt vidno ohranjen.
Po odprtju Brasilie je sodoben dizajn pritegnil zanimanje umetnikov, gledaliških in glasbenih skupin ter mlajših generacij brazilskih državljanov. Eden od razlogov za to posebno gnečo je bilo usklajeno prizadevanje, da bi Brasilia postala novo kulturno središče države. V prvih letih mesta so bila prizorišča, ki so pomagala spodbujati umetniške dejavnosti, kot je Mednarodni kongres umetnostnih kritikov leta 1959, letni Nacionalni salon več let v zgodnjih 1960-ih ter ustanovitev več glasbenih in gledaliških skupin.
Od svojega prvotnega zaključka je šla Brasilia skozi več stopenj sprememb prebivalstva. Po začetnem zanimanju po odprtju se je število prebivalcev zmanjšalo, preden si je v poznih 1960-ih opomoglo. Brasilia je zdaj ocenjena kot tretje najbolj naseljeno mesto v Braziliji.

## Dela
- 1920 – Castelo de Itaipava, s Fernandom Valentimom
- 1934 – Vila Operária da Gamboa, Rio de Janeiro
- 1934 – Vila Operária de João Monlevade, Minas Gerais;
- 1936 – Palača Gustava Capaneme, Rio de Janeiro, z Affonso Eduardo Reidy, Roberto Burle Marx, Oscar Niemeyer, in drugi
- 1937 – Misijonski muzej, Rio Grande do Sul
- 1939 – Brazilski paviljon, Svetovna razstava v New Yorku 1939
- Residência Hungria Machado, Rio de Janeiro
- Poletni dom Barão de Saavedra, Petrópolis
- 1944 – Park Hotel São Clemente, Nova Friburgo
- Parque Guinle, Laranjeiras, Rio de Janeiro
- 1952 – Oblikovanje Casa do Brasil, Cité Internationale Universitaire de Paris, Pariz
- 1956 – Pisarne Jockey Club do Brasil, Rio de Janeiro
- 1957 – glavni načrt za mesto Brasilia
- 1967 – Glavni načrt za Barra da Tijuca, Rio de Janeiro